# Râul Călinești, Olt
Râul Călinești este un curs de apă, afluent de dreapta al râului Olt.

## Punct de vărsare
Râul Călinești se varsă în râul Olt în apropiere de Brezoi, la Călinești.

## Afluenți
- de stânga — Murgașul Mare, Lupul, Lotriorul
- de dreapta — Pârâul Socilor, Izvorul Sașa, Aninoasa, Pârâul Sulițelor